# Eremites de Sant Jeroni de Fiesole
Els Eremites de Sant Jeroni de Fiesole són un orde monàstic de tipus semieremític fundat el 1404 a Fiesole (Toscana, Itàlia). L'orde, una de les branques de la família jerònima, va estendre's només a Itàlia i fou suprimit en 1668.
L'orde fou fundat per Carles de Montegranelli, noble toscà que s'havia retirat a fer vida eremítica a Fiesole, a la rodalia de Florència, on va construir una cel·la i una capella dedicada a Sant Jeroni d'Estridó, vivint-hi com a eremita. El seu exemple va atreure altres joves que volien dedicar-se a la pregària com ell i l'eremitori va haver d'ampliar-se, construint-hi més cel·les. Aconsellat pels dominics, Carles va decidir d'instituir una nova congregació religiosa per tal d'organitzar el grup d'eremites: en 1404 va néixer la Congregació dels Eremites de Sant Jeroni, anomenada de Fiesole per distingir-la d'altres similars. Fou aprovada el 1406 pel papa Innocenci VII, que la posà sota la Regla de Sant Agustí i aprovada definitivament per Gregori XII en 1415. Reberen noms diversos com Fratres Mendicantes Sacri Ordinis Divi Hieronymi o Ordo Monachorum Eremitarum Divi Hieronymi. En 1441, Eugeni IV els donà les constitucions definitives.
Els eremites vestien un hàbit bast amb caputxa, escapulari i capa de color gris, amb esclops i cenyit amb un cordó amb el rosari.
De mica en mica, l'orde es va estendre, sobretot al centre i nord d'Itàlia, fins a arribar a tenir uns quaranta convents, entre ells el dels Santi Vincenzo e Anastasio, a Roma. El fundador va rebutjar repetidament les ofertes de Cosme de Mèdici d'engrandir l'eremitori de Fiesole, ja que considerava que era suficient i havia de viure-s'hi en la pobresa, però ja mort, el 1445, Cosme el Vell va fer erigir un nou convent i església a l'eremitori de Fiesole, amb projecte del Michelozzo.
Tot i passar un bon moment i tenir 40 convents d'eremites, el poc nombre de membres de l'orde i la petició de la República de Venècia, que necessitava recursos per a finançar una campanya militar contra els turcs a Creta, va fer que el 6 de desembre de 1668, amb la butlla Romanus Pontifex, el papa Climent IX suprimís l'orde, alhora que les dels jesuats i els Canonges Regulars de San Giorgio in Alga. Els seus béns van ésser cedits a Venècia i la casa mare va passar a mans de diverses institucions, fins a ser actualment seu d'una congregació religiosa femenina (les Germanes Blaves Irlandeses).